# 近江聖人中江藤樹記念館
近江聖人中江藤樹記念館（おうみせいじんなかえとうじゅきねんかん）は、滋賀県高島市安曇川町にある儒学者・中江藤樹の記念館。
2024年度（令和6年度）に高島市内の3資料館（後述）を統廃合し、近江聖人中江藤樹記念館に機能集約が図られる。

## 概要
中江藤樹の顕彰と市民の文化の向上を図ることを目的として（近江聖人中江藤樹記念館の設置および管理に関する条例）、1988年（昭和63年）3月に藤樹神社境内に開設された。館内には2つの展示室、講義室、図書館、収蔵庫がある。
2024年度（令和6年度）に高島市内の高島歴史民俗資料館、朽木資料館、マキノ資料館を統廃合し、近江聖人中江藤樹記念館に機能集約が図られる。
- 高島市高島歴史民俗資料館（高島市鴨） - 1980年（昭和55年）築[2]。
- 朽木資料館（高島市朽木野尻） - 1981年（昭和56年）築[2]。
- マキノ資料館（高島市マキノ町蛭口） - 1992年（平成4年）築[2]。

以上の施設は2024年（令和6年）3月末で閉館となり、マキノ資料館は収蔵庫に改修される。

## 所在地
- 滋賀県高島市安曇川町上小川69番地